# Дюпкошен
Дюпкошен — река в России, протекает по Томской области. Устье реки находится в 108 км по левому берегу реки Росомаха. Длина реки составляет 54 км, площадь водосборного бассейна 391 км².

## Данные водного реестра
По данным государственного водного реестра России относится к Верхнеобскому бассейновому округу, водохозяйственный участок реки — Кеть, речной подбассейн реки — бассейн притоков (Верхней) Оби от Чулыма до Кети. Речной бассейн реки — (Верхняя) Обь до впадения Иртыша.